# Enrico Panzacchi
Enrico Panzacchi (16. december 1840 i Ozzano - 5. oktober 1904 i Bologna) var en italiensk forfatter og kritiker. 
Efter først at have  studeret Jura fordybede han sig i filologiske og 
æstetiske Studier, var en Tid Lærer ved Lyceet i Bologna og blev 1895 udnævnt til Prof. i 
Kunsthistorie og Æstetik ved Univ. i denne By. Som Kritiker hørte han til Carduccis Skole og 
optraadte mod Veristerne og Dekadenterne. Som Musikkritiker kæmpede han for, at Wagner’s 
Musik skulde faa Indpas og finde Forstaaelse i Italien. Han har skrevet fl. Noveller og 
Dramaer, men det er særlig som Lyriker og Kritiker, han har skabt sig et Navn. Af hans 
Arbejder kan nævnes: Lyrica, romanze e canzoni (1877), Racconti e liriche (1882), Poesie (1894), 
Rime novelle (1898), Cor sincerum, nuove liriche (1902). Desuden fl. Samlinger kritiske Afh. 
og Essays. En samlet Udgave af hans Poesi med Fortale af Giovanni Pascoli udkom i Bologna 1908.